# Rabirius (architect)

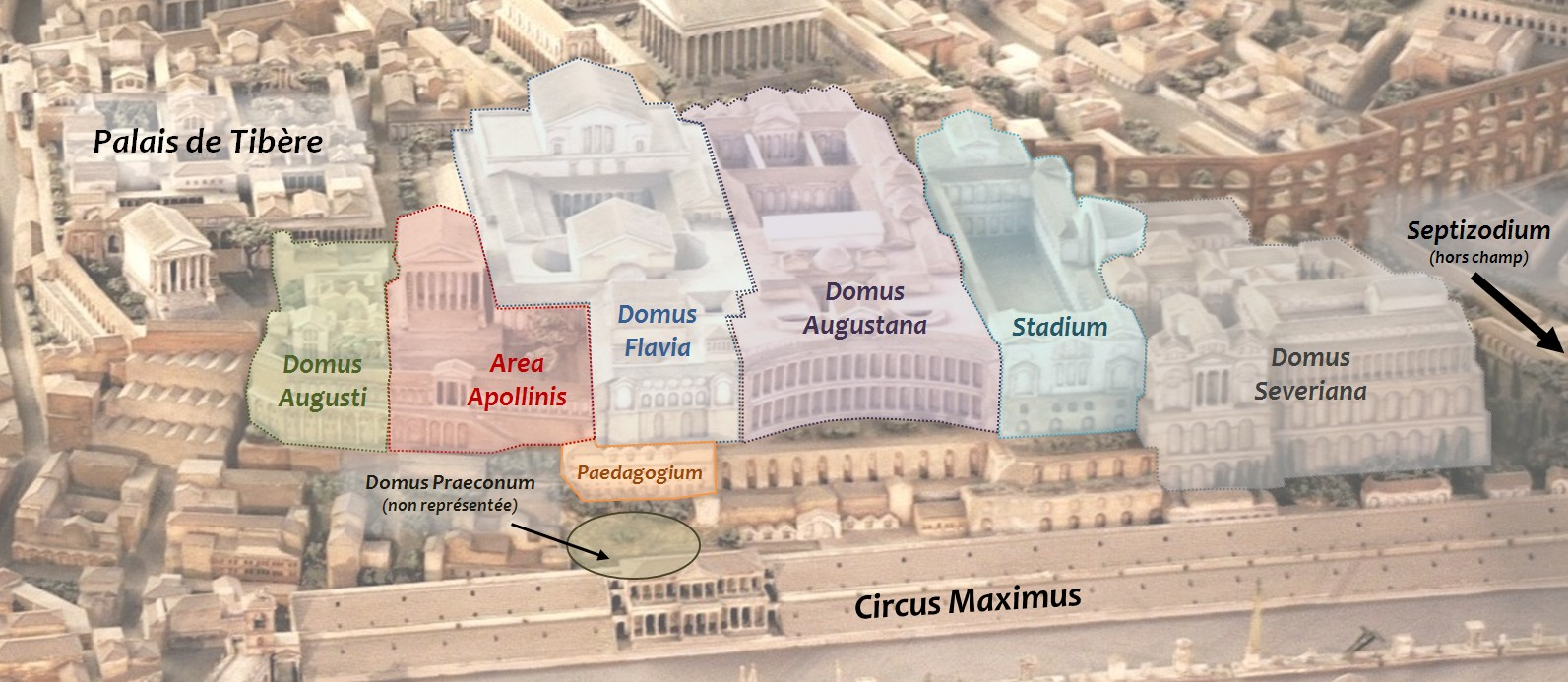
Gebouwen op de Palatijn

Rabirius (1st eeuw na Chr.) was de meester-architect van de Romeinse keizer Domitianus (81-96).
Zijn gekendste realisatie is het Keizerlijk Paleis te Rome op de Palatijn. De Domus Flavia, de Domus Augustana en het Paedagogium. Daarnaast begon hij aan de bouw van de Stadio palatino. De Albanum Domitiani of de villa van keizer Domitianus in de stad Castel Gandolfo zou ook van zijn hand zijn. Hij begon ook aan het Forum van Nerva, maar dat is afgewerkt door zijn opvolger Apollodorus van Damascus.
Zijn voornaamste bouwmateriaal was beton, opus caementicium, voor de afwerking gebruikte hij variaties van gekleurd marmer. Naast gebouwen hield hij zij ook bezig met de wegeninfrastructuur, zoals de Via Domitiana of de boorden langs de rivier de Volturno.